# Svängehallar-Fjärehals
Svängehallar-Fjärehals är ett naturreservat i Onsala socken i Kungsbacka kommun i Halland.
Reservatet ligger väster om Gottskär utmed västsidan av Onsalahalvön. Det är 290 hektar stort varav 170 hektar utgörs av land och skyddat sedan 1977. Området domineras flikig kust, kala klippor, ljunghed, strandäng och barrskog.
I de mest vindexponerade delarna i väster finns ljunghedar där ljung, odon och kråkris dominerar. Det finns även betade strandängar med örter som blåsklöver, trift och gåsört. I den norra delen finns fuktäng och fukthed. Där växer darrgräs,  kärrsilja, klockljung och blåtåtel. I reservatet finns moränbildningar och klapperstensfält.

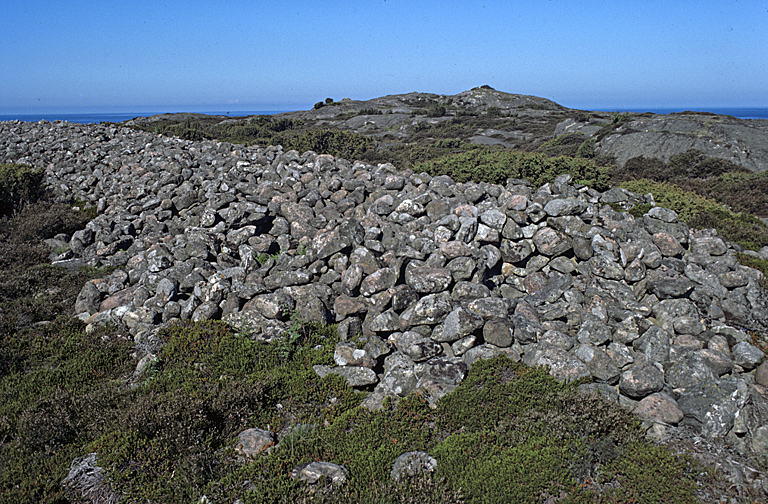
Röset på Onsala Sandö.

På bergsryggarna ligger bronsåldersrösen. Ett speciellt röse finns på Onsala Sandö som ligger strax väster om reservatet. Detta bronsåldersröse är daterat till 500-1500 f.Kr. Det är 80 m långt, 6 m brett och 1 m högt. I röset finns också takhällar till en hällkista.